# Walker Lake (Nevada)
Walker Lake es un lugar designado por el censo del condado de Mineral en Nevada, Estados Unidos;
En 2006, su población era de 319 personas
Su nombre proviene del lago Walker, ubicado al este del pueblo.

## Galería de imágenes

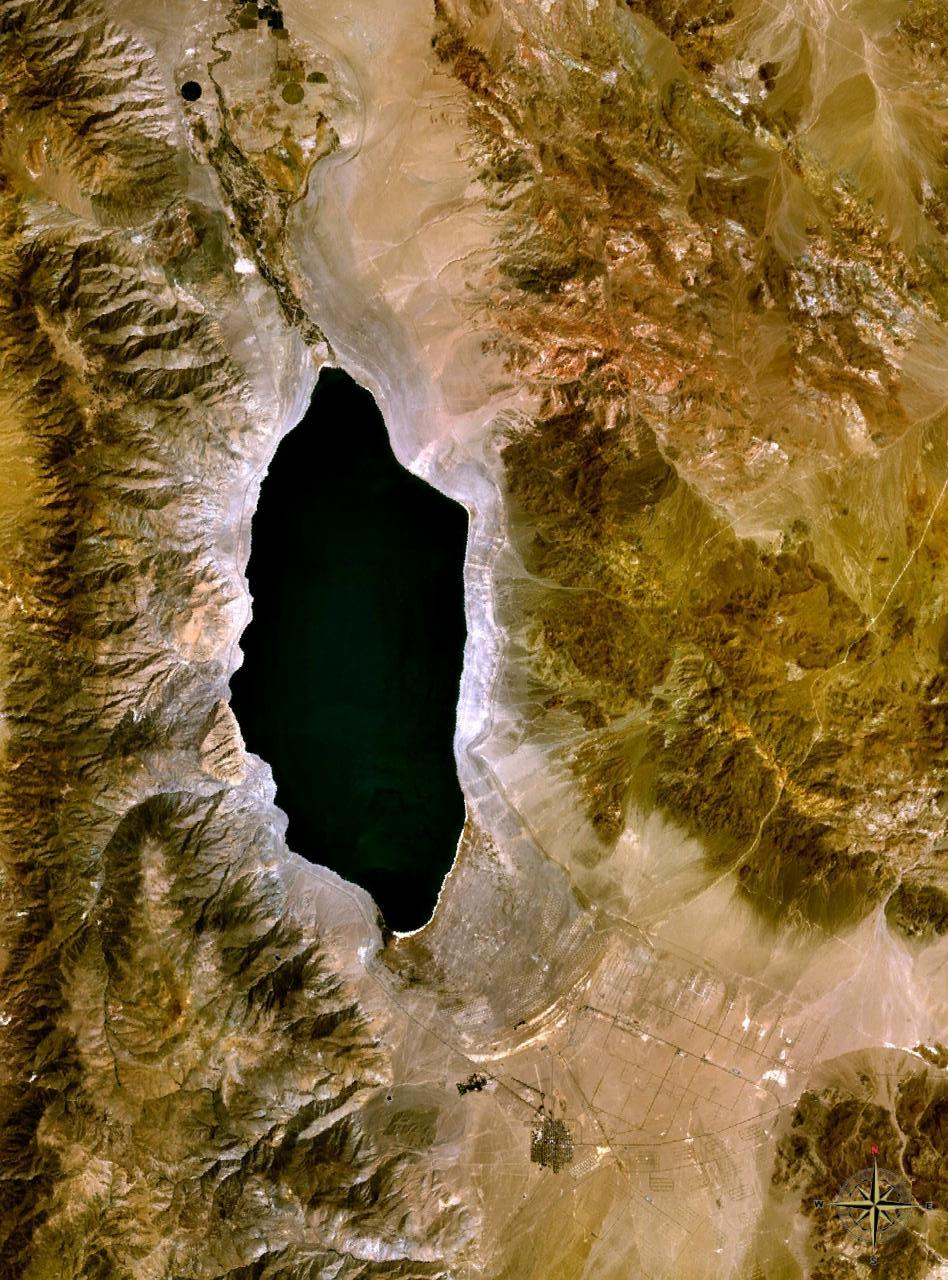
Imagen satelital del lago Walker